# Hugo Sinzheimer

Hugo Sinzheimer (Porträtzeichnung von Emil Stumpp, 1931)

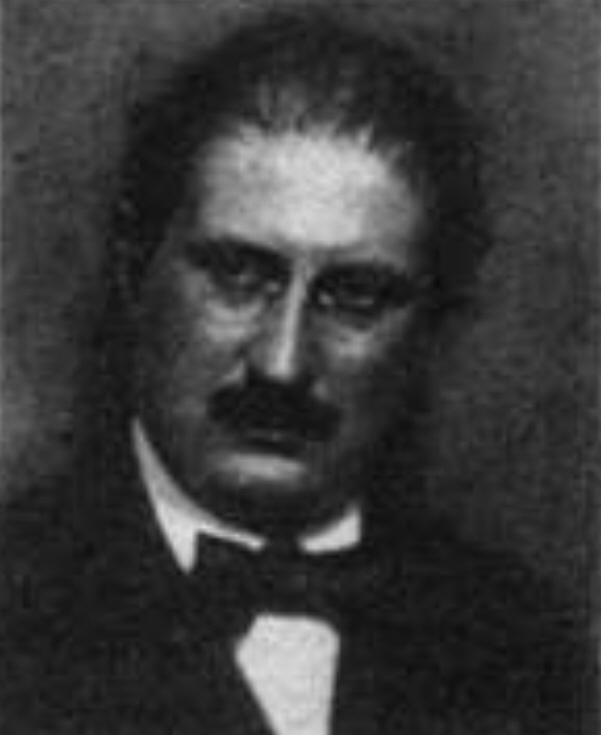
Hugo Sinzheimer (vor 1920)

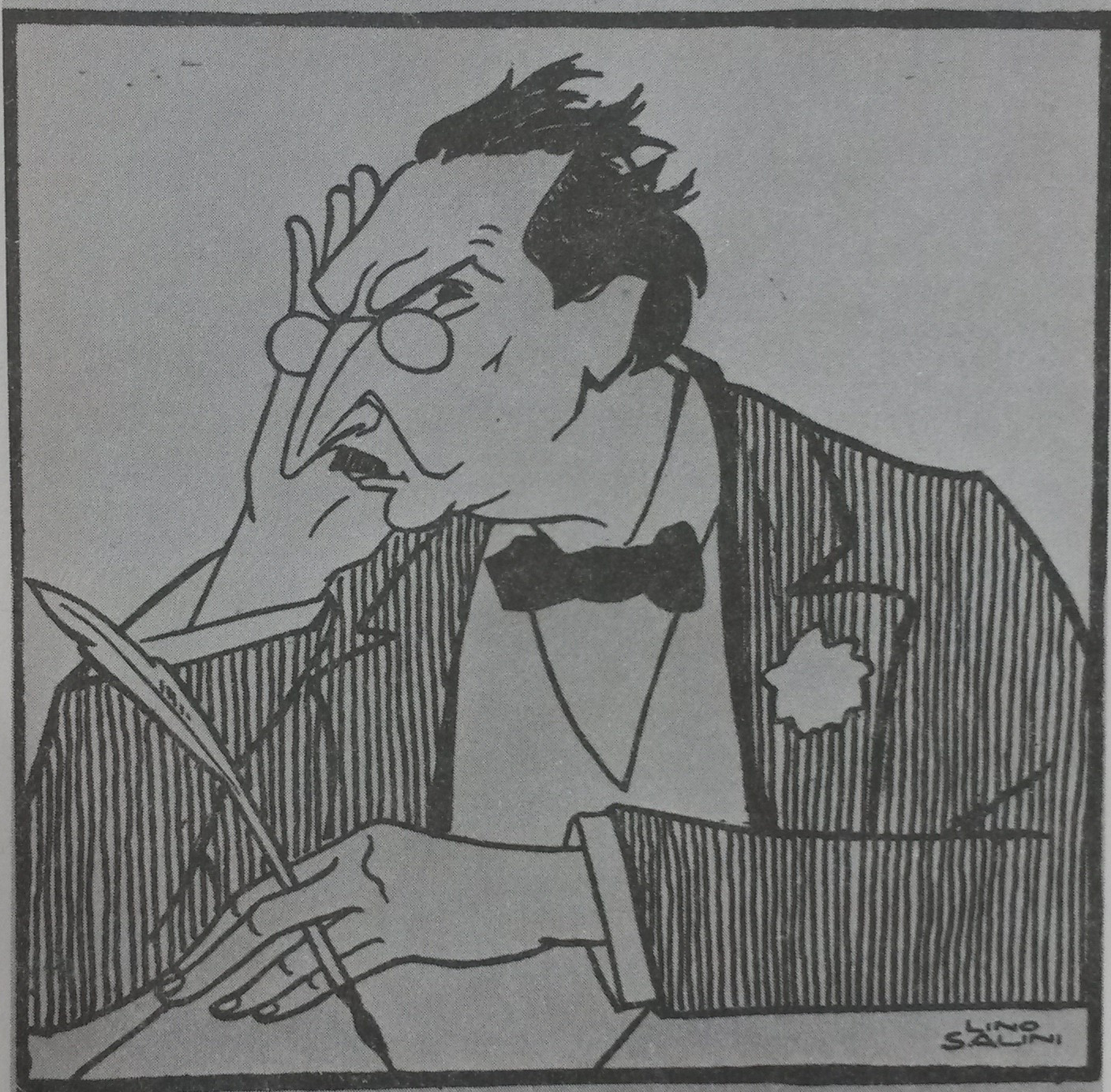
Zeichnung von Hugo Sinzheimer durch Lino Salini

Hugo Daniel Sinzheimer (geboren am 12. April 1875 in Worms; gestorben am 16. September 1945 in Bloemendaal-Overveen, Niederlande) war ein deutscher Rechtswissenschaftler und sozialdemokratischer Politiker.

## Leben und Beruf
Hugo Sinzheimer war ein Sohn des Kleiderfabrikanten Leopold Sinzheimer und der Franziska Mayer, er hatte vier Geschwister. Nach seinem Abitur auf dem Großherzoglichen Gymnasium in Worms (heute Rudi-Stephan-Gymnasium) 1894 begann Sinzheimer, der jüdisch war, zunächst eine kaufmännische Lehre, die er aber schon nach einem Jahr abbrach. Anschließend studierte er in München, Berlin, Freiburg im Breisgau, Marburg und Halle (Saale) Rechtswissenschaften und Nationalökonomie. Während des Studiums trat er dem staatswissenschaftlichen Verein Berlin bei. Nach seiner Promotion zum Doktor der Rechte an der Ruprecht-Karls-Universität Heidelberg 1898 ließ er sich 1903 als Rechtsanwalt in Frankfurt am Main nieder. Als Rechtsanwalt vertrat er vielfach politische und gewerkschaftliche Mandanten. Wesentliche Rechtsprinzipien waren für ihn die Würde und Freiheit des Menschen; er stand dem Humanismus und der Freirechtsbewegung nahe.
Hugo Sinzheimer wird in Deutschland auch als Vater des Arbeitsrechts bezeichnet. 1914 wurde er Mitherausgeber der Zeitschrift Arbeitsrecht. Zudem war er Rechtsberater des Deutschen Metallarbeiterverbandes. Während der Novemberrevolution war er provisorischer Polizeipräsident von Frankfurt am Main. Er erarbeitete den Artikel 165 der Weimarer Reichsverfassung, der die Grundlage für die Verankerung der Räte im Wirtschaftsleben legte. Er war ab 1920 Professor für Arbeitsrecht und Rechtssoziologie an der Universität Frankfurt. Er initiierte 1921 die Gründung der Akademie der Arbeit. 1925 übernahm er bis 1931 gemeinsam mit Gustav Radbruch und Wolfgang Mittermaier die Herausgeberschaft der Zeitschrift Die Justiz, der Publikation des Republikanischen Richterbundes. In der Weimarer Republik war er mehrfach als Schlichter in Tarifkonflikten eingesetzt und setzte, obwohl eigentlich gewerkschaftsnah, während des Metallarbeiterstreiks von 1930 zwei Lohnkürzungen durch. Im Jahr 1928 berief der ADGB eine hochrangig besetzten Kommission ein, zu der neben Sinzheimer unter anderem Fritz Baade, Rudolf Hilferding, Erik Nölting und Fritz Naphtali gehörten. Aufgabe war die Erarbeitung eines wirtschaftspolitischen Grundsatzprogramms. Die Ergebnisse veröffentlichte Napthali in seinem Buch Wirtschaftsdemokratie. Ihr Wesen, Weg und Ziel (1928).
Nach der „Machtergreifung“ wurde der bekennende Jude im Februar 1933 in „Schutzhaft“ genommen. Nach seiner Freilassung im April 1933 floh Sinzheimer in die Niederlande, wo er im Juli 1933 (Antrittsrede 6. November 1933) Professor für Rechtssoziologie zunächst in Amsterdam und später in Leiden wurde. Im September 1933 war ihm im Deutschen Reich die Lehrbefugnis entzogen wurden; im April 1937 wurde er ausgebürgert. Im Mai 1937 entzog ihm die Universität Heidelberg die Doktorwürde. Im Mai 1940, dem Monat der deutschen Besetzung der Niederlande, versuchte Sinzheimer erfolglos, nach England zu flüchten. Kurz darauf wurde er verhaftet und zwei Monate lang in Norddeutschland gefangen gehalten. Nach seiner Freilassung kehrte er nach Amsterdam zurück. Im Februar 1941 wurde er als Hochschullehrer in Leiden entlassen. Im August 1942 wurde Sinzheimer zusammen mit seiner Frau erneut verhaftet und zur Sammelstelle beim Hauptquartier des SD in der Amsterdamer Euterpestraat gebracht, nach Fürsprachen jedoch freigelassen. Die folgenden Jahre bis Kriegsende verbrachte Sinzheimer in wechselnden Quartieren im Untergrund. Nach der Befreiung war Sinzheimer entkräftet und unterernährt; er starb wenige Monate später an den Folgen des Lebens in der Illegalität.

## Partei
Während seiner Studienzeit gehörte Sinzheimer linksliberalen Organisationen an. Nach Ausbruch des Ersten Weltkrieges 1914 trat Sinzheimer der SPD bei, wo er sich dem Hofgeismarer Kreis anschloss.

## Abgeordneter
Sinzheimer war 1919/20 Mitglied in der verfassunggebenden Weimarer Nationalversammlung. Dort begründete er am 16. Juli 1919 den Antrag seiner Fraktion, den Passus „Die Todesstrafe ist abgeschafft“ in die Verfassung aufzunehmen. Er war auch maßgeblich daran beteiligt, die Sozialpflichtigkeit des Eigentums in die Verfassung aufzunehmen. Von ihm stammt der Satz „Eigentum verpflichtet“ in §153 der Weimarer Reichsverfassung, der nach dem Krieg in Artikel 14(2) des Grundgesetzes übernommen wurde.
Bereits im Juni 1919 hatte er versucht, Reichsarbeitsminister zu werden. Er unterlag aber in einer fraktionsinternen Abstimmung mit 35 zu 69 Stimmen gegen Alexander Schlicke. Von 1917 bis 1933 war er Stadtverordneter in Frankfurt am Main.

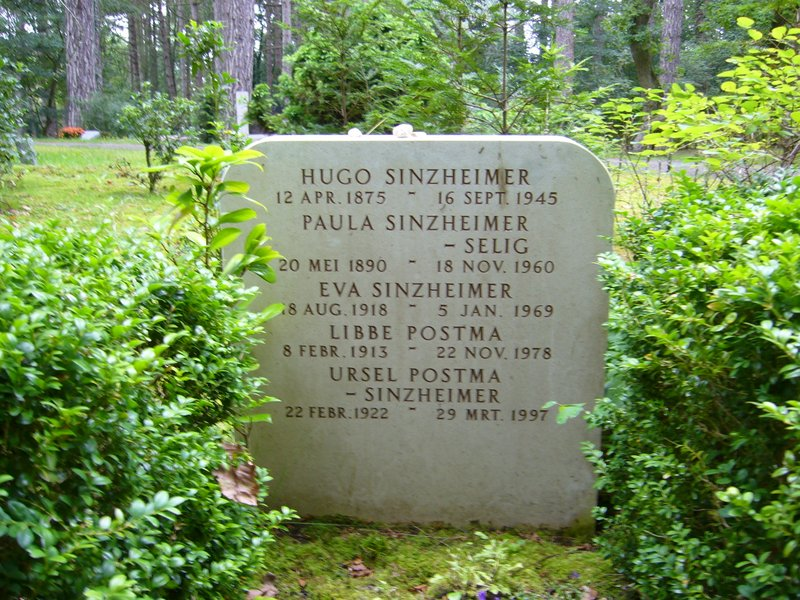
Das Grab von Hugo Sinzheimer auf dem Friedhof von Bloemendaal.

## Gedenken

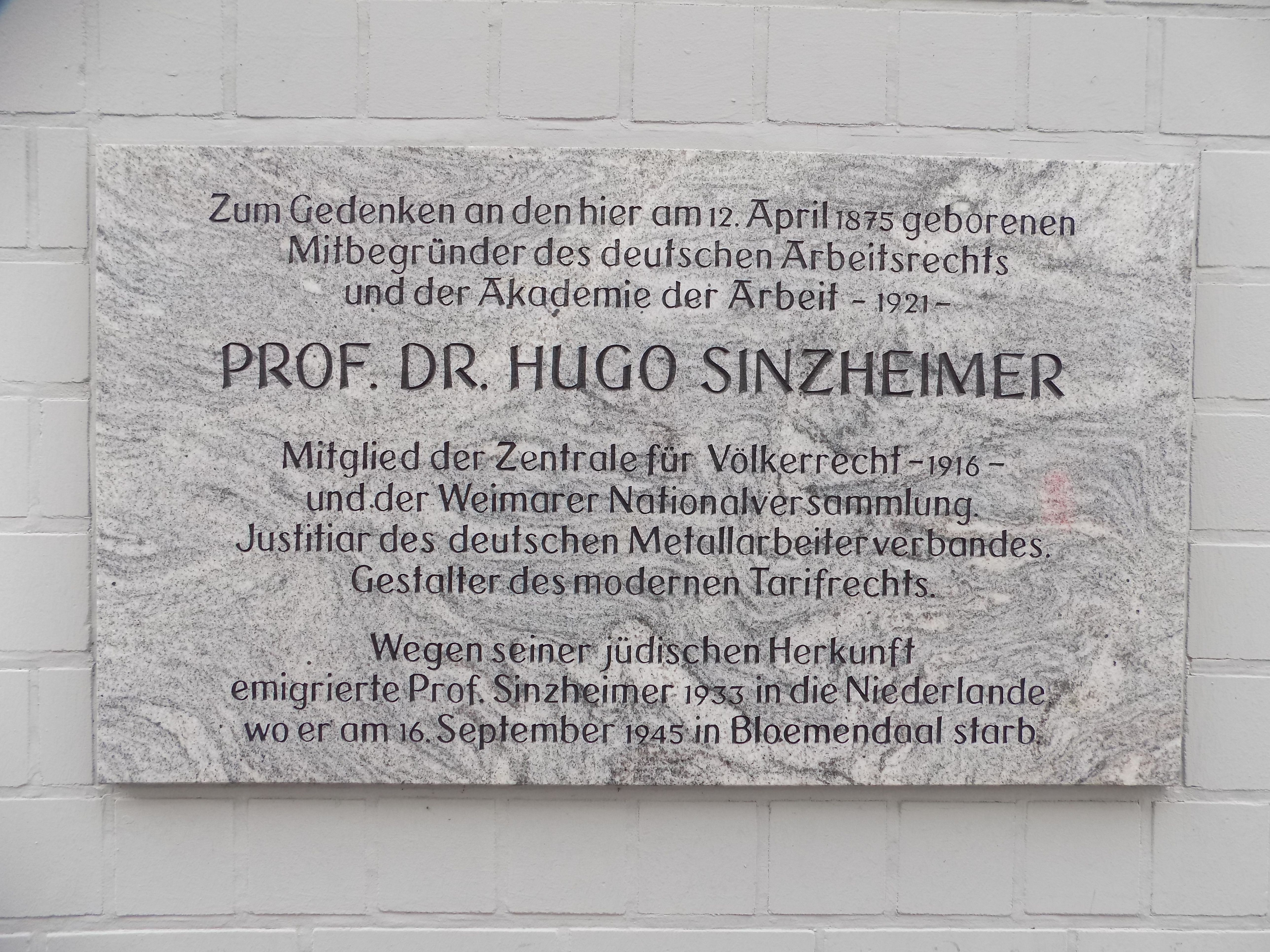
Gedenktafel am Geburtshaus in Worms

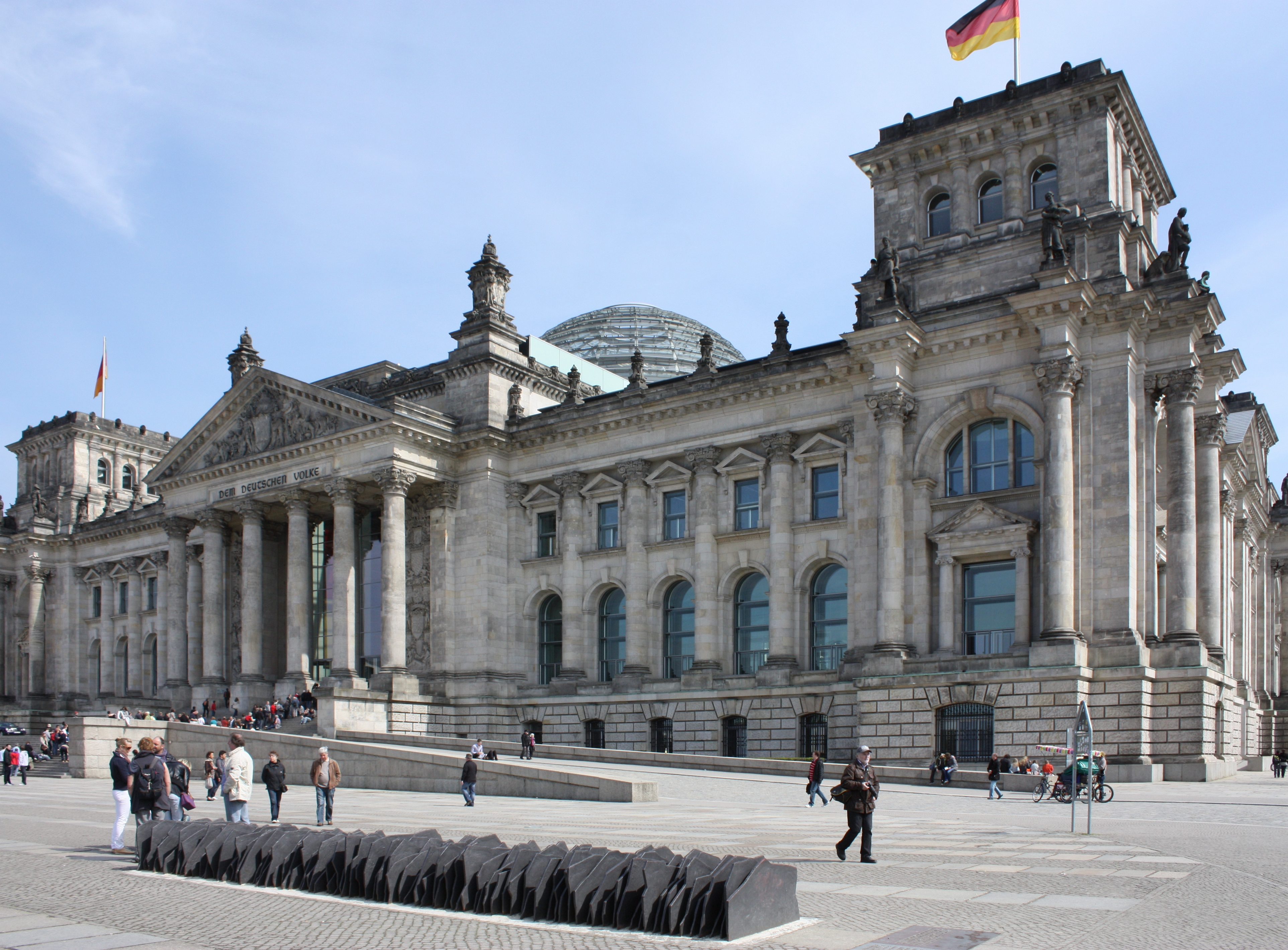
Gedenktafeln am Reichstag

An Sinzheimers Geburtshaus in Worms ist eine Gedenktafel angebracht. Das Sinzheimer Institut der Fakultät der Rechtswissenschaft der Universität von Amsterdam ist ebenso nach Sinzheimer benannt wie eine Straße in Frankfurt am Main. Seit 1992 erinnert in Berlin in der Nähe des Reichstags eine der 96 Gedenktafeln für von den Nationalsozialisten ermordete Reichstagsabgeordnete an Sinzheimer. Am 29. April 2010 eröffnete die Otto-Brenner-Stiftung das Hugo Sinzheimer Institut für Arbeitsrecht (HSI) in Frankfurt am Main. Das HSI verleiht ihm zu Ehren den Hugo-Sinzheimer-Preis für herausragende Dissertationen auf dem Gebiet des Arbeitsrechts und der Arbeitsrechtssoziologie. Preisträger sind:
- 12. Preisträger: Stephan Pötters, Grundrechte und Beschäftigtendatenschutz
- 11. Preisträger: Tim Husemann, Das Verbot der parteipolitischen Betätigung – Zur Auslegung des § 74 Abs. 2 S. 3 BetrVG
- 10. Preisträgerin: Andrea Potz, Beweiserleichterungen im Arbeitsrecht am Beispiel des Gleichhandlungsrechts
- 9. Preisträger: Benedikt Schmidt, Tarifpluralität im System der Arbeitsrechtsordnung
- 8. Preisträger: Ralf Nöcker, Pensionsfonds – Versorgungseinrichtung und Finanzsituation
- 7. Preisträger: Robert Kretzschmar, Die Rolle der Koalitionsfreiheit für Beschäftigungsverhältnisse jenseits des Arbeitnehmerbegriffs
- 6. Preisträger: Niklas Wagner, Internationaler Schutz sozialer Rechte – die Kontrolltätigkeit des Sachverständigenausschusses für die Anwendung der  Übereinkommen und Empfehlungen der Internationalen Arbeitsorganisation
- 5. Preisträgerin: Annedore Flüchter, Kollektivverträge und Konfliktlösung im SGB V
- 4. Preisträgerin: Eva Dreyer, Race Relations Act 1976 und Rassendiskriminierung in Großbritannien
- 3. Preisträger: Michael Hammer, Die betriebsverfassungsrechtliche Schutzpflicht für die Selbstbestimmungsfreiheit des Arbeitnehmers
- 2. Preisträgerin: Martina Benecke, Beteiligungsrechte und Mitbestimmung im Personalvertretungsrecht
- 1. Preisträger: Martin Becker, Arbeitsvertrag und Arbeitsverhältnis in Deutschland. Vom Beginn der Industrialisierung bis zum Ende des Kaiserreichs

## Schriften
- Lohn und Aufrechnung. Ein Beitrag zur Lehre vom gewerblichen Arbeitsvertrag auf reichsrechtlicher Grundlage. Diss. Univ. Heidelberg, Berlin 1902.
- Der korporative Arbeitsnormenvertrag. Leipzig 1907.
- Brauchen wir ein Arbeitstarifgesetz? Rechtsfragen des Tarifvertrags. Jena 1913.
- Ein Arbeitstarifgesetz. Die Idee der sozialen Selbstbestimmung im Recht. 1916.
- Grundzüge des Arbeitsrechts. Jena 1921.
- Das Problem des Menschen im Recht. Groningen 1933.
- Jüdische Klassiker der deutschen Rechtswissenschaft. Amsterdam 1938 (mit einem Geleitwort von Franz Böhm wiederaufgelegt von Vittorio Klostermann, Frankfurt am Main 1953).
- Theorie der Gesetzgebung. Die Idee der Evolution im Recht. Haarlem 1949 (postum)
- Arbeitsrecht und Rechtsoziologie. Gesammelte Aufsätze und Reden. Herausgegeben von Otto Kahn-Freund und Thilo Ramm, zwei Bände, Europäische Verlagsanstalt, Frankfurt am Main 1976.